# ماهیچه جوشی
ماهیچه جَوِشی یا عضلهٔ مضغ یا عضلهٔ ماضغه یا عضله جونده (Masseter muscle)، ماهیچه‌ای است در سر بدن انسان و جانوران. این ماهیچه در گیاه‌خواران بسیار نیرومند است و به آن‌ها برای جویدن رستنی‌های خوراکی کمک می‌کند.
یک جفت عضلۀ ماسِتِر که در دو طرف لب قرار دارد قوی‌ترین عضله در بدن انسان است.

## نگارخانه

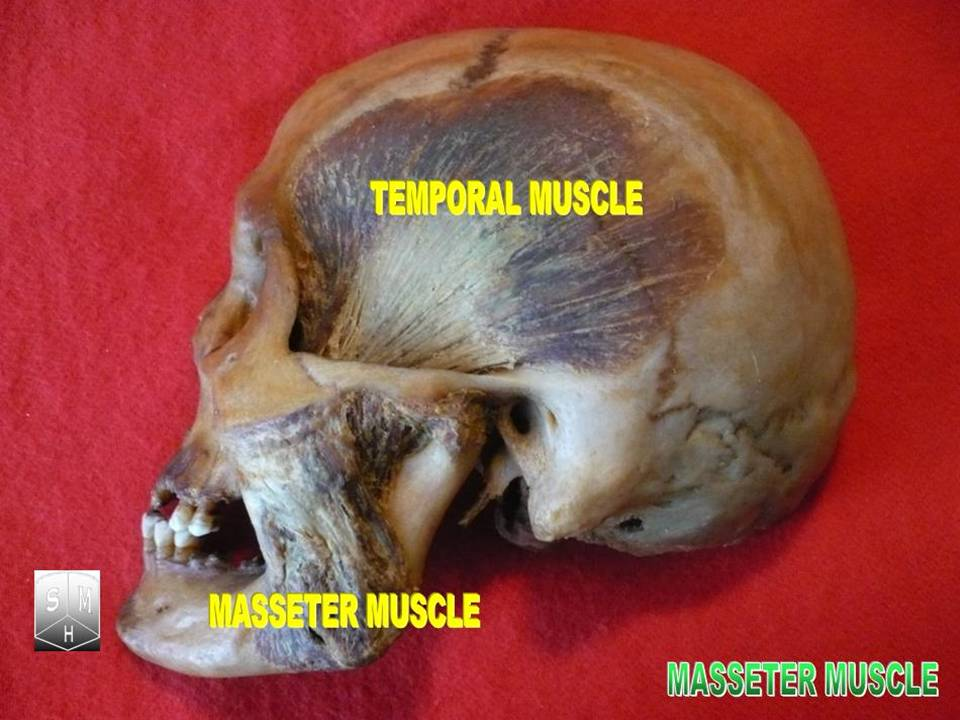
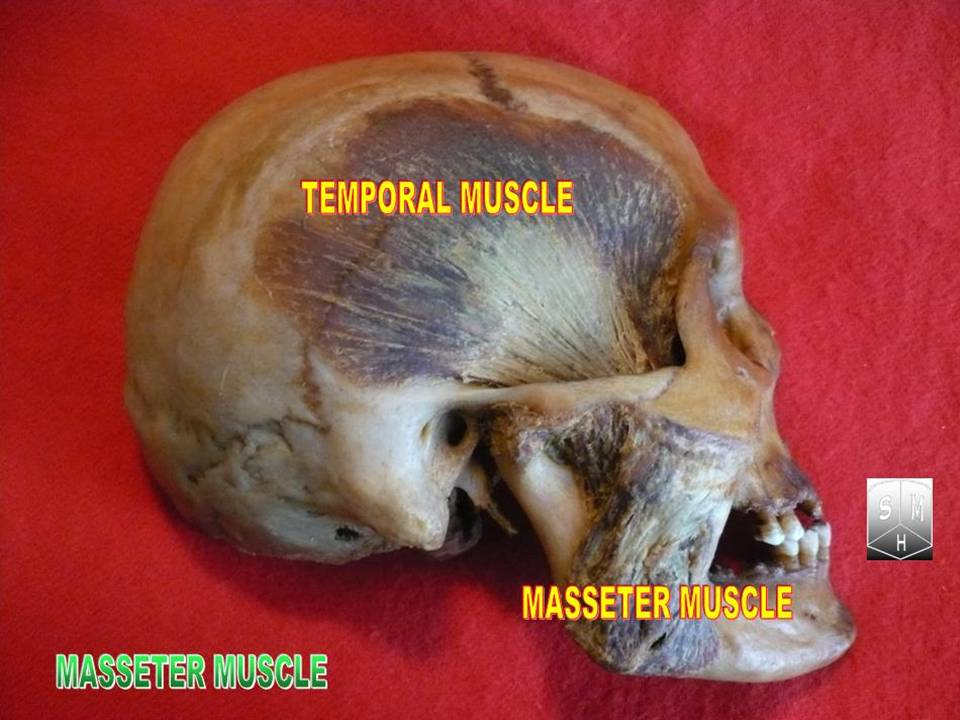
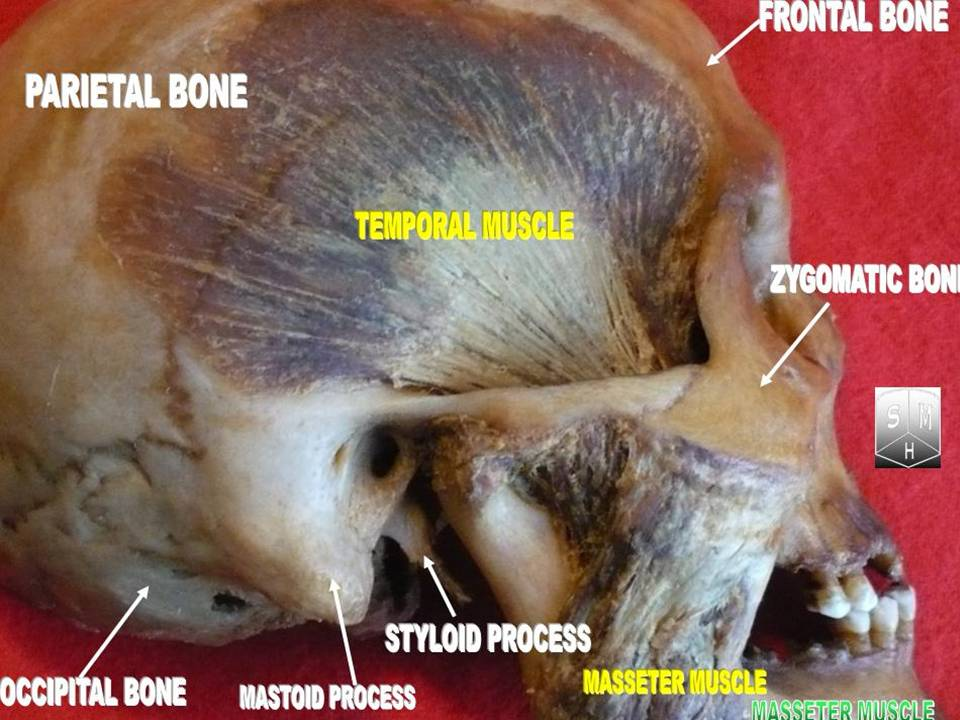
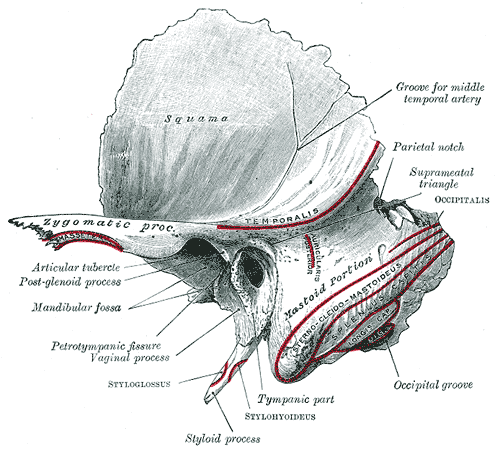
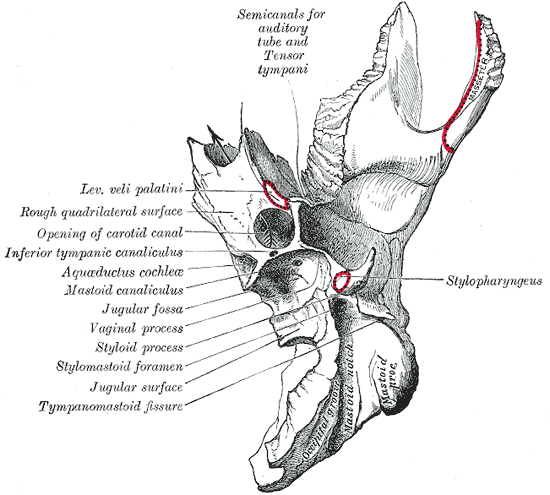
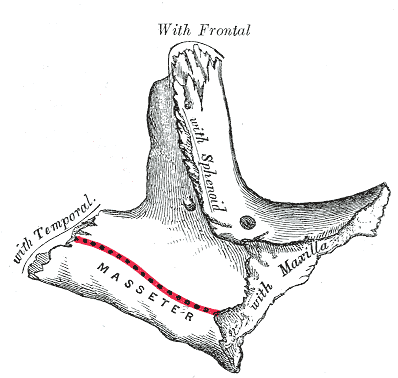
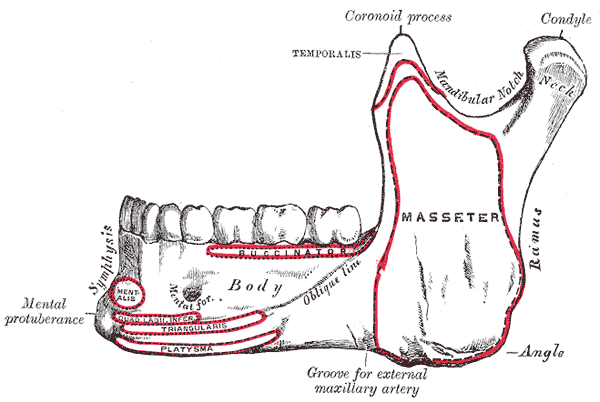
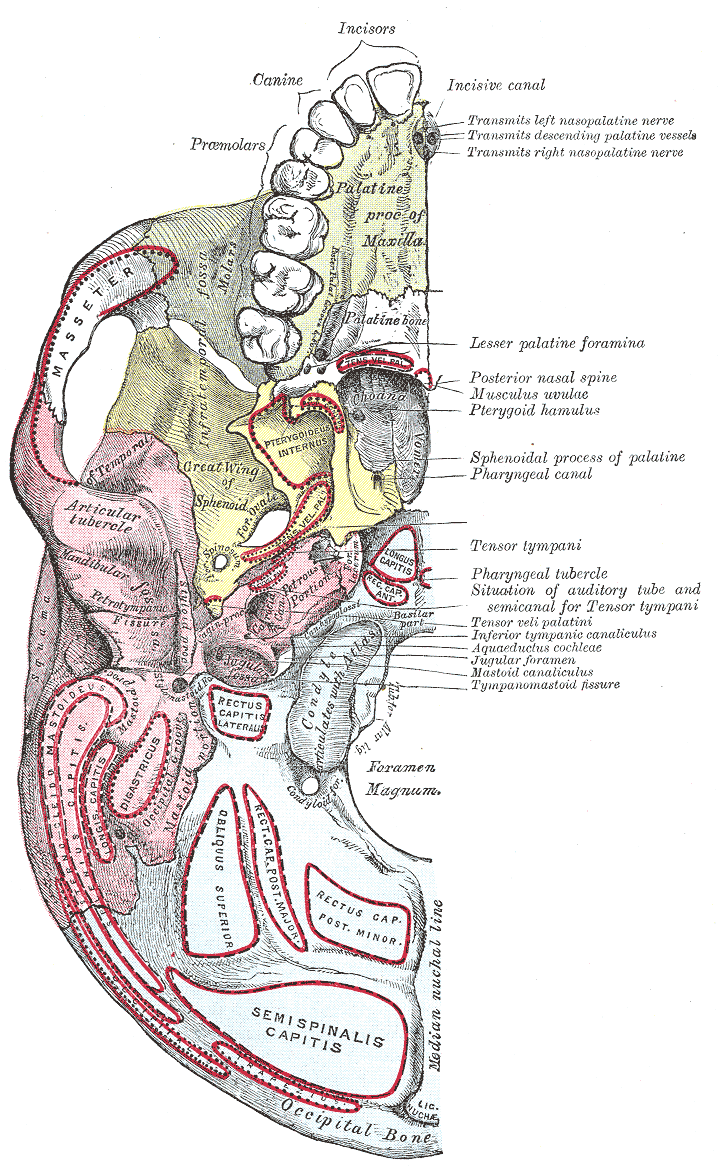
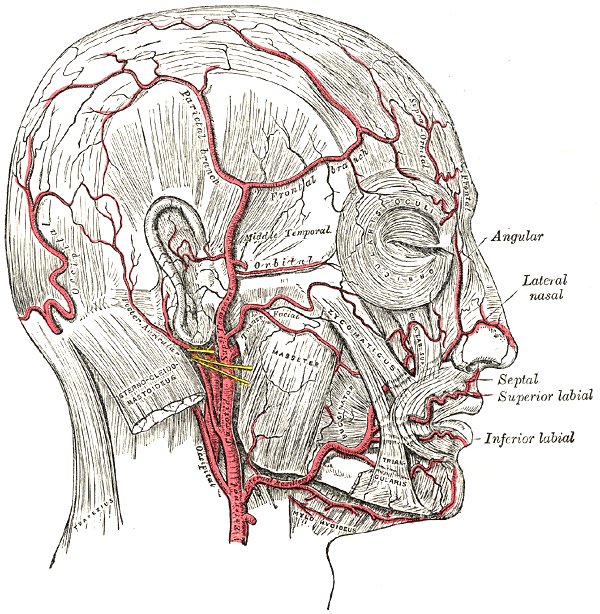
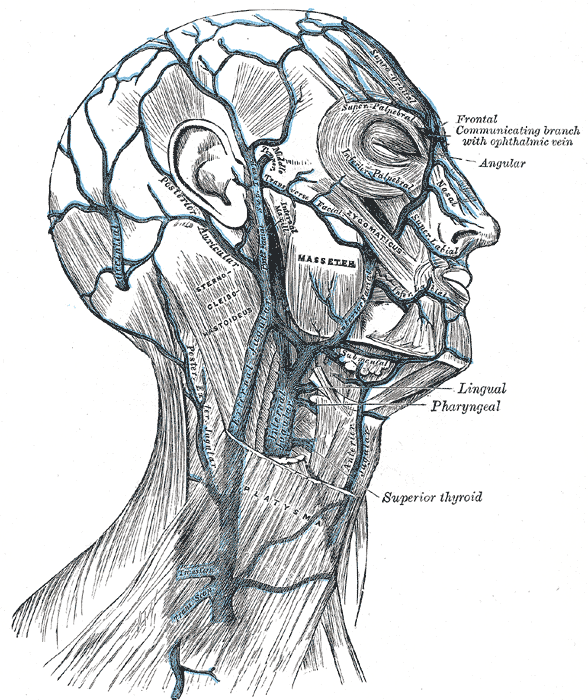
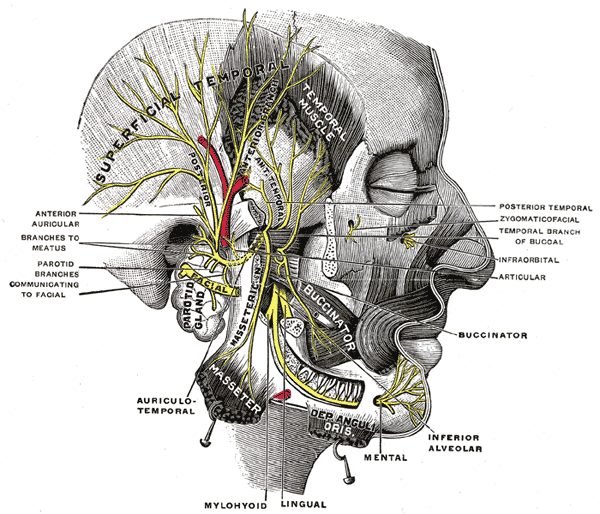
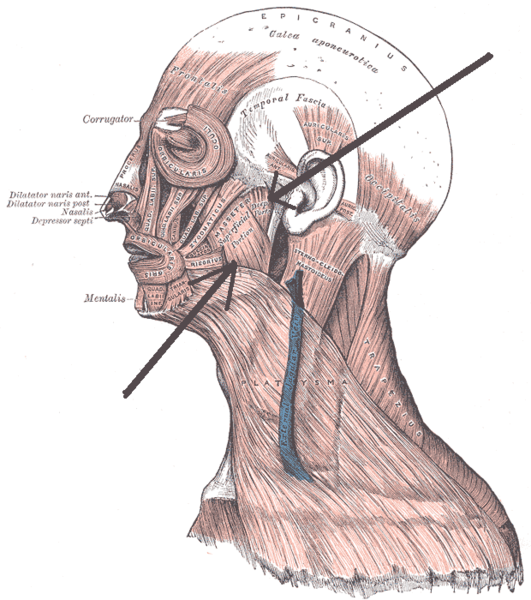
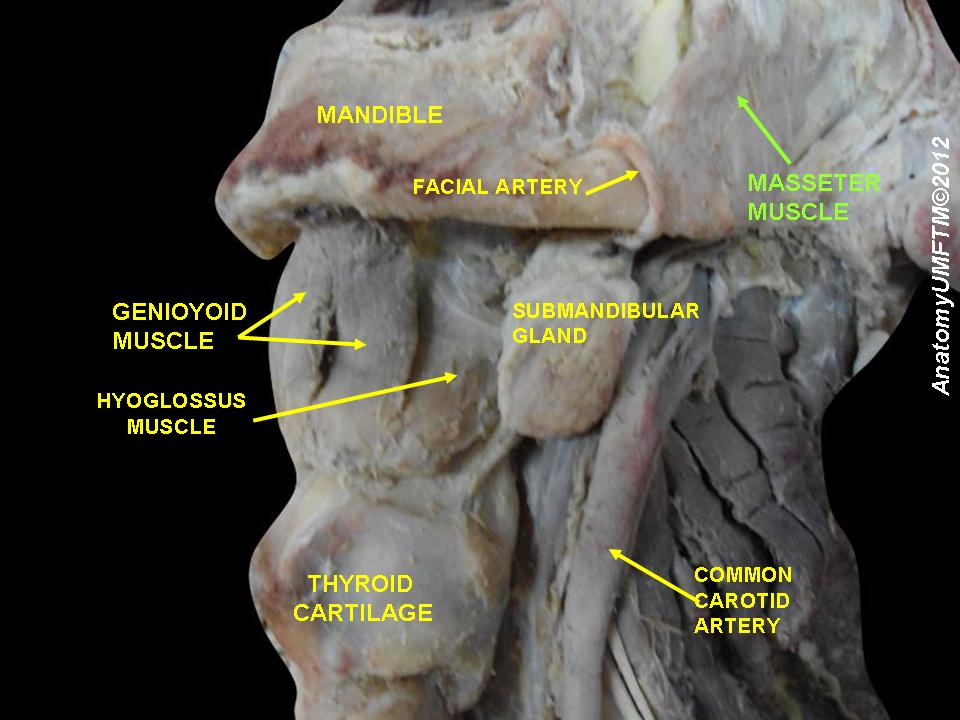
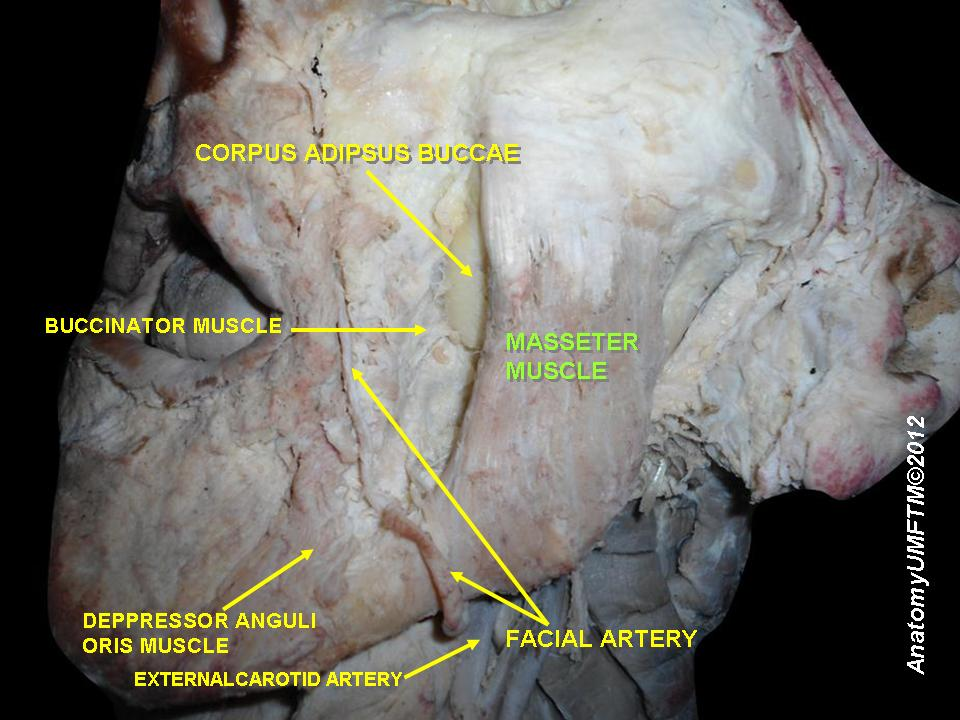
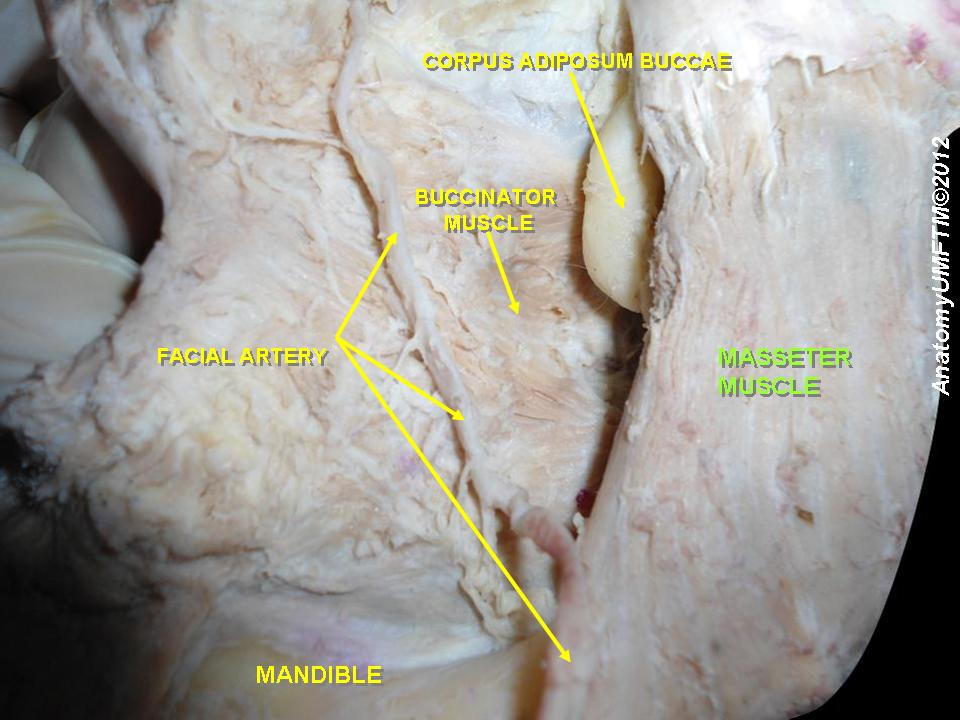
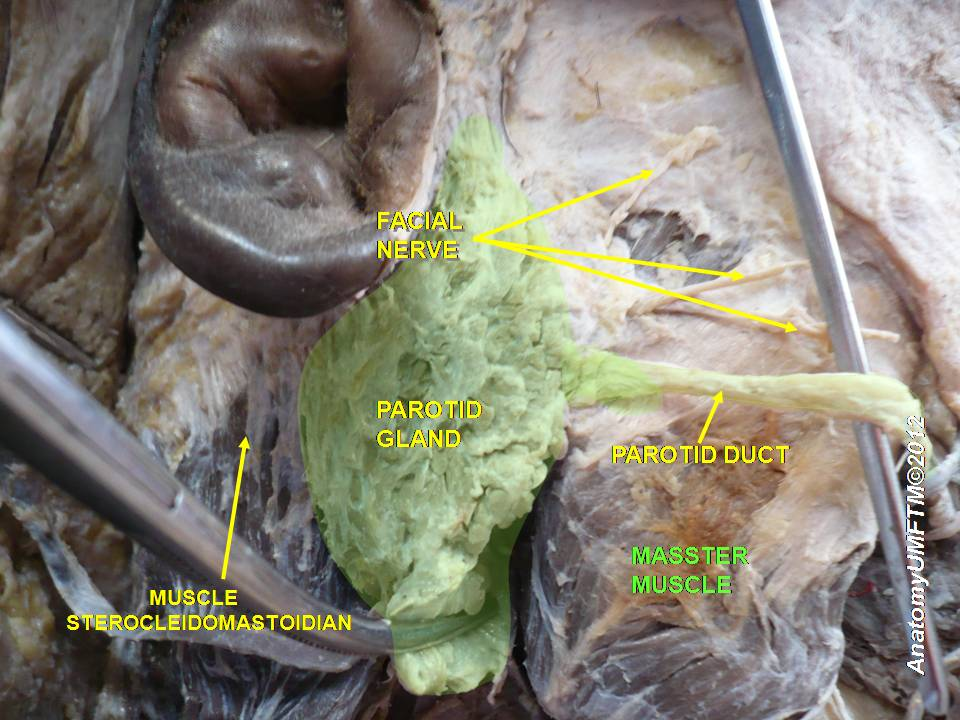

## مشخصات
خاستگاه: بخش سطحی ـ زایده گونه‌ای آرواره بالا، لبه پائینی قوس گونه‌ای؛ بخش عمقی ـ لبه پائین و رویه داخلی قوس گونه‌ای
پیوندگاه: بخش سطحی ـ زاویه و راموس آرواره پائینی؛ بخش عمقی ـ نیمه بالائی راموس و رویه جانبی زایده منقاری آرواره پائینی
عصب‌گیری: از عصب آرواره‌ای پائینی
کار: بالا کشیدن آرواره پائینی، بستن فک‌ها